# Mexico-Sprenkelkauz
Der Mexico-Sprenkelkauz (Strix squamulata), auch Mexiko-Sprenkelkauz geschrieben, ist eine Art aus der Familie der Eigentlichen Eulen (Strigidae). Er kommt im Süden von Nordamerika sowie in Zentral- und Südamerika vor. Er wurde früher als Unterart des Sprenkelkauzes angesehen, wird in jüngerer Literatur jedoch als eigenständige Art geführt. Hauptgrund ist das auffällig andere Lautrepertoire.

## Merkmale
Mit einer Körpergröße von etwa 29 bis 33 Zentimetern ist der Mexico-Sprenkelkauz innerhalb seiner Gattung eine mittelgroße Art. Federohren fehlen. Auf der Körperoberseite ist er graubraun mit dunkleren Flecken und Sprenkeln. Der Gesichtsschleier ist dunkelbraun mit einer auffallend weißen Zeichnung, die von den Augen zum weißlichen Rand des Gesichtsschleiers verläuft. Die Körperunterseite ist weißlich mit dunklen Längsstreifen. Die Augen sind schwärzlich-braun. Der Schnabel ist blaugrau. 
Verwechslungsmöglichkeiten bestehen vor allem mit dem Sprenkelkauz, der aber dunkler ist. 

## Verbreitungsgebiet und Lebensraum
Das Verbreitungsgebiet des Mexico-Sprenkelkauzes reicht von Mexiko über Zentralamerika bis in den Norden Kolumbiens und den Südwesten Ecuadors. Das Verbreitungsgebiet des nahe verwandten Sprenkelkauzes schließt sich in Südamerika im Osten an. Vermutlich isolieren die westlichen Kordilleren und die hohen Santa Maria-Berge die beiden Arten voneinander.
Der Mexico-Sprenkelkauz ist ein Standvogel, der primäre und sekundäre Feuchtwälder, trockeneres Waldland, Galeriewälder und Plantagen besiedelt. Seine Höhenverbreitung reicht von der Tiefebene auf bis zu 2.000 Meter über Meereshöhe.

## Lebensweise
Der Mexico-Sprenkelkauz ist dämmerungs- und nachtaktiv. Er übertagt im dichten Blattwerk von Bäumen sowie in Baumhöhlen. Meist sitzt er hoch über dem Erdboden. Sein Nahrungsspektrum umfasst kleine Säugetiere inklusive Fledermäuse. Er frisst außerdem Frösche und kleine Reptilien sowie Kleinvögel und größere Insekten. 
In Zentralamerika fällt die Fortpflanzungszeit in den Zeitraum Februar bis April. Er nistet gewöhnlich in Baumhöhlen. Das Gelege besteht aus einem bis zwei Eiern. Die Brutzeit beträgt 28 Tage. Die Jungvögel sind nach 27 bis 33 Tagen flügge, sie verbleiben jedoch bis zu ihrem dritten Lebensmonat im Familienverband. 

## Systematik
Der Sprenkelkauz wurde früher gemeinsam mit dem ebenfalls in den tropischen Regionen Südamerikas lebenden Bindenhalskauz (Strix nigrolineata), dem Zebrakauz (Strix huhula), dem Rötelkauz (Strix albitarsus) sowie dem afrikanischen Afrikakauz (Strix woodfordii) in eine eigene Gattung Ciccaba gestellt, die jedoch aufgelöst und mit der Gattung Strix vereinigt wurde.

## Belege

### Einzelbelege
1. ↑   König et al., S. 369.
2. ↑   König et al., S. 370.